# オロシザメ
オロシザメ(Oxynotus japonicus)はオロシザメ科に属するサメの一種。生態はほとんど分かっていない。日本、台湾、インドネシアでの生息が確認されている。最大で64.5cmに達し、体色は暗褐色で皮膚は非常に粗い。北半球の太平洋で同科のサメは本種しかいない。
稀に底引き網などで混獲されるが、IUCNは危急種としている。

## 分類
日本の魚類学者 、矢野和成らによって、静岡県の戸田村の郷土造船資料館（現：沼津市戸田造船郷土資料博物館）の展示物であった個体をもとに記載された。この個体は、駿河湾戸田沖水深225 - 270メートルの底引き網漁によって得られた。1985年に日本魚類学会の学会誌、日本魚類学雑誌32(2)に発表された。タイプ標本の個体が日本から得られ原記載産地となったため、Oxynotus japonicus と名付けられた。

## 分布
熱帯から温帯にかけて散発的に記録があり、駿河湾以南からインドネシアにかけての深海域で広く分布するものと考えられてはいる。概ね水深150 - 400メートル程度の深さで、沿岸からすぐに水深400メートル以上、急激に落ち込む海底地形の海域で得られている。駿河湾からの報告が最も多く、最初に記載された個体の他に、矢野和成らが2002年に駿河湾及び遠州灘で捕えられた50.5センチメートルから64.5センチメートルの6個体を基に本種を再記載している。駿河湾では他に2011年4月18日に伊豆半島西岸沖で捕獲された個体と久能山沖で得られた個体が神奈川県立生命の星・地球博物館に標本として所蔵されている。また後述する沼津市の水族館3館が2021年までに6個体を捕獲、飼育展示した記録がある。相模湾からは1995年と2006年に江の島沖水深300メートルで捕獲された個体がミュージアムパーク茨城県自然博物館が標本として所蔵しており、神奈川県立生命の星・地球博物館では2002年に江の島沖に設置した深海刺網にて採取された個体を標本として所蔵、八景島シーパラダイスでも2014年と2018年に同海域同手法で採集された個体を冷凍標本として保存している。2008年には沖縄県伊江島沖の底刺網で56.1センチメートル、960グラムの雌が捕獲されている。2021年に鹿児島県黒島沖水深400メートルから約50.35センチメートルの雌の個体が底曳網での捕獲され鹿児島大学総合研究博物館に標本として所蔵されている。また、茨城県大洗町でも漁獲されたことがあると言われている。国外においては2016年に北海道大学名誉教授仲谷一宏らにより台湾からの捕獲された1個体が標本に基づき報告されている他、インドネシアではスラウェシ島から1個体が記録されている。なお、インドネシアの記録については、確実な種同定がなされていないこと、報告された文献に記載されている僅かな形態的な記録から、オロシザメではない未同定種であるという報告もある。

## 形態
第1背鰭棘は後方にわずかに傾き、第2背鰭の棘先端から第2背鰭先端までの高さは、棘先端から背鰭基底までの垂直高の約2倍であることから、ミナミオロシザメ 、Caribbean roughshark、Angular roughsharkの3種類と区別できる。
また、噴水孔が卵形で、第2背鰭基底の1.3倍が第1背鰭と第2背鰭の間の長さになることからSailfin roughsharkと区別できる。
他のサメよりも盾鱗が粗く、おろし金のようになっており、本種の和名はこのような特徴から付けられている。
また、大きな鼻を持つ顔つきがタヌキに似ていたため、オロシタヌキ、といった和名も候補に挙がっていた。

## 生態
捕獲例が少なく、2014年に駿河湾で水深250メートルから底曳網に入り、生きたまま揚がった個体が10例目であろうと言われている。そのため、詳しい生態が分かっていない。2014年に沼津港深海水族館で飼育された際はどの餌にも興味を示さず、9日後に死亡したため、何を食べているかも分かっていない。
雌は少なくとも59.4センチメートル以上、雄は54.0センチメートル以上で性成熟することが分かっている。

## 人との関連
既知の個体のほとんどが底曳網での捕獲であり、相模湾および九州を除く既知の分布域は継続的な漁獲圧に晒されている可能性があること、オロシザメ属の他種は漁業による個体減少の影響を受けやすいことからIUCNは危急種としている。
深海に生息している上、捕獲数が少ないことから水族館での飼育例は以下に示す数件程度。 
2011年3月20日に伊豆三津シーパラダイスで体長約50センチメートルの個体が搬入され、1週間ほど飼育された。
2014年3月2日に沼津港深海水族館に搬入された個体を9日間飼育した。また、同水族館では2016年4月16日にも搬入され一週間ほど飼育された。2017年3月11日にも63センチメートルの雌が同水族館に搬入され同月26日まで飼育された。2018年11月21日にはあわしまマリンパークのバックヤードに運ばれ、同年11月24日まで飼育されていた。同館では2021年3月11日に搬入された個体が同年3月12日から3月19日まで飼育展示、3月20日までバックヤードで計9日間飼育、同年4月14日から展示水槽にて飼育がなされている